# 史蒂芬·列维
史蒂芬·列维 （Steven Levy，1951年—）是任職於连线雜誌的一名美国记者和特约编辑，他關注的領域有计算机、技术、密码学、互联网、计算机安全以及隐私。他是 1984 年出版的《黑客：计算机革命的英雄》 一书的作者。利维一共出版了八本著作，內容與黑客文化、人工智能、密码学以及蘋果公司、Google和Facebook等公司有關。他在其著作Facebook: The Inside Story中提到了Facebook的历史以及崛起過程，該著作也是根據其本人对Chamath Palihapitiya 、 雪莉·桑德伯格和马克·扎克伯格等Facebook高管的采访整理而成。 